# Ljusfesten
Ljusfesten är en årlig festival i Ängelholm. 
Ljusfesten startade 1966 och går av stapeln vid ett område invid Rönne å som också utnyttjas för vissa båtevenemang.
2015 arrangerades Ljusfesten den 7 augusti och precis som förr arrangeras en båtparad. Festen firar nu 50 år och kommer att för första gången sedan 2007 att arrangeras av kommunen. Ljusfesten arrangerades fram till och med år 2007 av kommunen men har därefter arrangerats av arrangörer som CA Event och Billy Heil.

## Ljusfestens innehåll
Varje år finns en båtparad där en jury väljer ut snyggast utsmyckade båt till att vinna. Båtparaden brukar ha ett årligt tema. Ljusfestens höjdpunkt är det cirka 10 minuter långa fyrverkeriet. Förut hade Ljusfesten även en drakbåtstävling där olika företag och föreningar kunde ställa upp och den som paddlade snabbast i mål vann. Även ett ankrace har förekommit där man kastade i badankor och den ankan som kom snabbast i mål vann. Ägaren till ankan fick då ett pris.
Ett år fanns även en dragkamp där laget som förlorade ramlade ner i ån.